# Paracambi
Paracambi là một đô thị thuộc bang Rio de Janeiro, Brasil. Đô thị này có diện tích 179,374 km², dân số năm 2007 là 44487 người, mật độ 242,3 người/km².